# Ardentown
|  | Dieser Artikel wurde aufgrund von inhaltlichen Mängeln auf der Qualitätssicherungsseite des Projektes USA eingetragen. Hilf mit, die Qualität dieses Artikels auf ein akzeptables Niveau zu bringen, und beteilige dich an der Diskussion! Eine nähere Beschreibung der zu behebenden Mängel fehlt. |

Ardentown ist ein kleiner US-amerikanischer Ort im New Castle County im US-Bundesstaat Delaware. Das U.S. Census Bureau hat bei der Volkszählung 2020 eine Einwohnerzahl von 255 ermittelt. Das Stadtgebiet hat eine Größe von 0,6 km². 

## Geschichte
Ardentown wurde im Jahr 1922 als ein Vorort von Arden gegründet.